# Муратово (Ливенский район)
Мура́тово — деревня в Ливенском районе Орловской области России. Входит в состав Здоровецкого сельского поселения.

## География
Деревня находится на левом берегу реки Лесная Ливенка, севернее урочища Лесное-Ямское, на расстоянии 8 км к северу от города Ливны, административного центра района.

### Часовой пояс
Деревня Муратово, как и вся Орловская область, находится в часовой зоне МСК (московское время). Смещение применяемого времени относительно UTC составляет +3:00.

## Население
| 2010 |
| ---- |
| 23   |

## Улицы
В деревне имеются две улицы — Зелёная и Ливенская.